# Zuid-Limburg (Nederland)

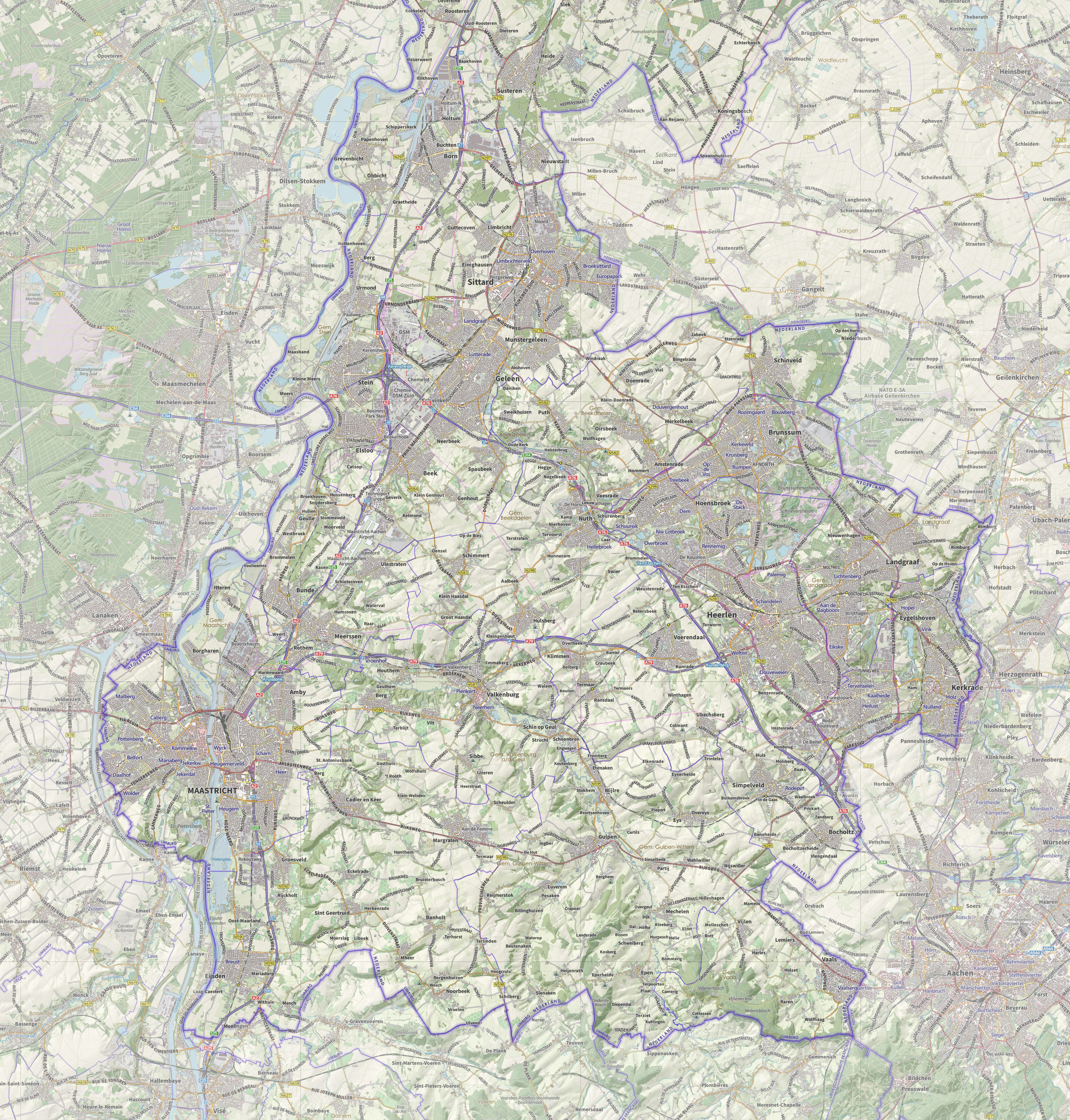
Topografische kaart van Zuid-Limburg (2024)

Zuid-Limburg is een streek in het zuiden van de Nederlandse provincie Limburg. Zij heeft een oppervlakte van 660 km² en telt circa 600.000 inwoners.
Zuid-Limburg wordt gekenmerkt door een gevarieerd reliëf en fraaie natuurgebieden te midden van sterk verstedelijkte gebieden. De belangrijkste stedelijke centra zijn Maastricht, Heerlen en Sittard. Maastricht, een van de oudste steden van Nederland en hoofdstad van de provincie, heeft een grensoverschrijdende centrumfunctie en een sterke toeristische aantrekkingskracht. Secundaire centra zijn Geleen en Kerkrade in respectievelijk de Westelijke en Oostelijke Mijnstreek. In het centrum van Zuid-Limburg geniet het toeristische Valkenburg grote bekendheid. Ook plaatsen als Vaals en Landgraaf zijn toeristische trekpleisters, alsmede het Heuvelland in zijn geheel.
Het gebied vormt tevens de Veiligheidsregio Zuid-Limburg (een samenwerkingsverband van gemeenten, brandweer en medische hulpverlening).
Ten behoeve van de statistiek in Nederland en Europa is Zuid-Limburg ook ingedeeld als COROP-gebied (nummer 39), wat gelijk is aan het Europese NUTS 3-gebied.

## Identiteit
De streek bezit een sterke eigen identiteit, wat onder meer samenhangt met haar ligging ten opzichte van de rest van Nederland, de invloed van de twee nabije buurlanden, en met haar ontstaansgeschiedenis. Niet alleen lag het huidige Zuid-Limburg geïsoleerd en op afstand van  de overige Nederlandse gewesten, Limburg is vanaf de middeleeuwen tot aan de Franse tijd nooit een territoriale eenheid geweest. Het vormde een complex, versnipperd en geïsoleerd gewest onder diverse heersers en bestuursvormen en zo is ook Zuid-Limburg pas in de negentiende eeuw onderdeel van een reguliere, nieuwe provincie geworden. In de twintigste eeuw heeft met name de mijnbouw bijgedragen tot de verdere integratie en economische ontwikkeling van het gewest. Wat betreft taal heeft Zuid-Limburg geen uitzonderlijke identiteit, doordat de dialecten wel overeenkomen, maar veel lijken op de dialecten van Midden-Limburg, de Duitse grensregio en Belgisch-Limburg. Limburg als geheel heeft veel lokale culturele verschillen, die deels veroorzaakt zijn door de historische versplintering. Doordat deze variatie geldt voor de gehele provincie, zijn identitaire verschillen tussen bijvoorbeeld Noord-, Midden en Zuid-Limburg niet sterk begrensd. Zo zijn er in het Zuidwesten van het Heuvelland meiboom-vieringen, zijn er in (voornamelijk) Midden- en Zuid-Limburg schutterijen (OLS), viert men in heel Limburg carnaval (vastelaovend).

## Ligging

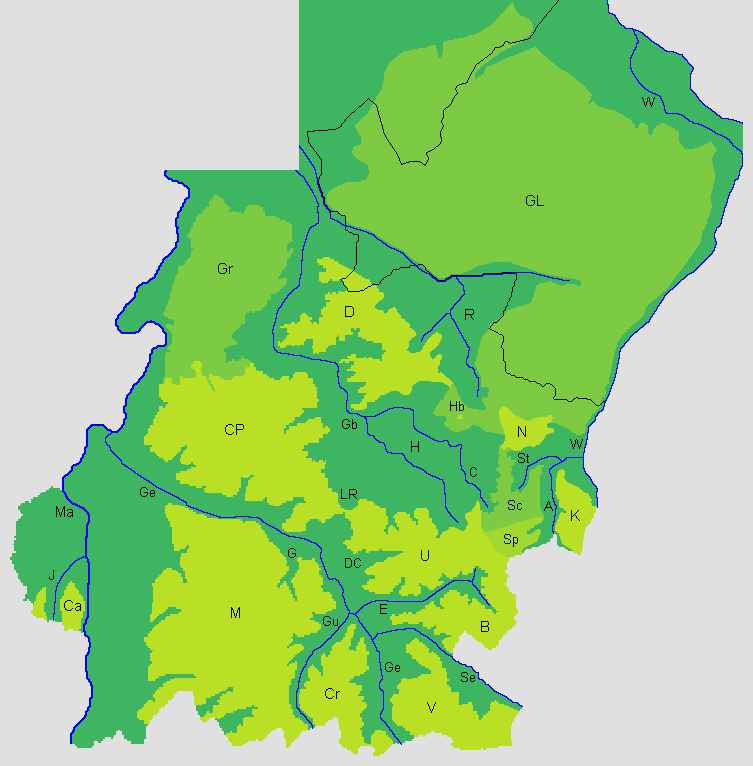
Plateaus en dalen in Zuid-Limburg

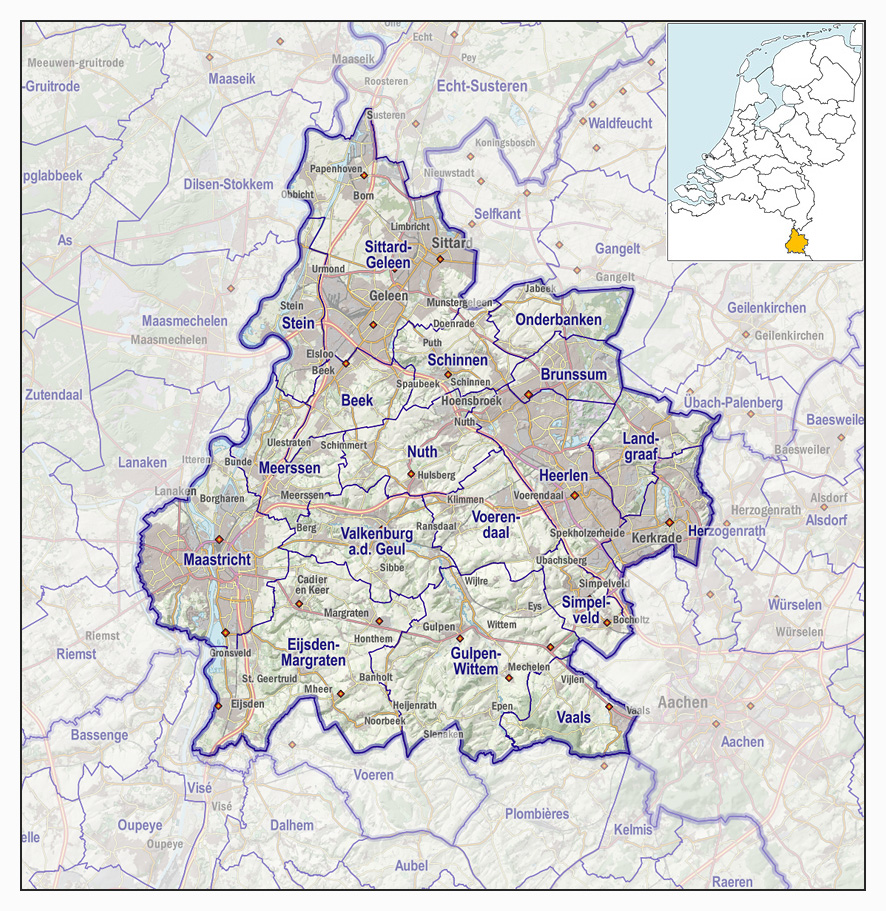
Gemeentelijke indeling in Zuid-Limburg (2017). Door de fusie in 2019 van de voormalige gemeenten Onderbanken, Nuth en Schinnen tot de nieuwe gemeente Beekdaelen is het aantal gemeenten inmiddels teruggebracht tot zestien.

Zuid-Limburg en een deel van Midden-Limburg (blauw) in het centrum van de Euregio Maas-Rijn.
Drie grensregio's liggen in België en zijn respectievelijk Nederlandstalig, Frans- en Duitstalig (in groentinten onderscheiden); het rode gebied in Duitsland is de Rijnlandse grensregio met onder meer Aken en Heinsberg

Zuid-Limburg is door de landsgrenzen duidelijk afgebakend. Het omvat het meest zuidelijk gelegen deel van Nederland, inclusief de zogenaamde 'flessenhals' ten noorden van Sittard, waar Limburg en ook 'heel Nederland' (van de ene landsgrens naar de andere) slechts 5 km breed is. Zuid-Limburg grenst in het noorden aan Midden-Limburg. Door de perifere ligging en door de 'flessenhals' heeft Zuid-Limburg binnen Nederland een enigszins geïsoleerde ligging. Het is een relatief klein gebied, dat als een wig ligt ingeklemd tussen de twee buurlanden, België en Duitsland. Het ligt daarmee in het centrum van de Euregio Maas-Rijn.
 Alle binnenlandse weg-, water- en spoorverbindingen met de rest van Nederland lopen door de 'flessenhals'.

### Land zonder Grenzen
De streek die zich uitstrekt tussen Luik, Aken en Maastricht wordt wel 'Land zonder Grenzen' genoemd. Met name tussen Belgisch en Nederlands Limburg wordt, door het ontbreken van een taalbarrière, op economisch en cultureel gebied nauw samengewerkt. Ook bepaalde tradities zijn gemeenschappelijk, wat bijvoorbeeld tot uiting komt tijdens het Oud Limburgs Schuttersfeest.
De grensoverschrijdende verbondenheid van Zuid-Limburg met zijn Belgische en Duitse buren komt tot uiting in het samenwerkingsverband Euregio Maas-Rijn. Het Nederlandse deel is iets groter dan de regio Zuid-Limburg en omvat ook de gemeenten Echt-Susteren, Roerdalen en Roermond.

## Geografie

### Landschap
Zuid-Limburg is een hoger gelegen schiervlakte waarin verschillende rivieren en beken het gebied hebben versneden tot een heuvelachtig landschap, dat bestaat uit licht golvende plateaus en beekdalen ertussen. De plateaus in het zuidoosten liggen hoger dan de plateaus die noordwestelijker gelegen zijn. De hoogste delen van de dalen zijn uitgesneden door de Oostmaas en de Westmaas, later hebben naast de Maas verschillende beken en riviertjes het gebied doorsneden, waaronder de Jeker, Geul, Gulp, Geleenbeek, Roode Beek en de Worm. Deze hebben de contouren bepaald van de verschillende plateaus: het Plateau van Bocholtz, Caestert, Crapoel, Doenrade, Graetheide, Kerkrade, Margraten, Nieuwenhagen, Schaesberg, Spekholzerheide, Ubachsberg, Vijlen en het Centraal Plateau. Ook liggen er in het gebied enkele laagtes, waaronder het Bekken van Heerlen en het Bekken van de Roode Beek.
De Maas is de belangrijkste rivier en vormt tevens een deel van de grens met België. De Grensmaas is de natuurlijke grens tussen Belgisch en Nederlands Limburg. Deze is ruim 40 kilometer lang en loopt op de Belgische oever van Lanaken tot Kessenich. Door het Project Grensmaas (circa 2005-2025) is op beide oevers meer ruimte gekomen voor de rivier in verband met hoogwaterbeveiliging en ecologisch herstel van de uiterwaarden.
Zuid-Limburg is geliefd om zijn heuvelachtige landschap, in het bijzonder het zuidelijke Heuvelland. In het uiterste zuidoosten bevindt zich het hoogste punt van continentaal Nederland, de Vaalserberg, die in de buurt van het Drielandenpunt een hoogte van 322,4 meter bereikt. Typerend voor Zuid-Limburg is het coulisselandschap met houtwallen, meidoornhagen, hoogstamboomgaarden, droogdalen, graften en holle wegen. Verder zijn er veel cultuurhistorische landschapselementen als kastelen, watermolens, vierkantshoeven, vakwerkhuizen, wegkruizen en wegkapelletjes te vinden. Onder meer Maastricht en Valkenburg zijn bekende toeristische trekpleisters.

### Natuur
Zuid-Limburg wordt gekenmerkt door een grote rijkdom aan plantensoorten. Samen met het natuurgebied nabij Oostvoorne herbergt het ongeveer de helft van de plantensoorten die in Nederland voorkomen. 

### Gemeenten
De volgende gemeenten behoren tot Nederlands Zuid-Limburg:
| - Beek - Beekdaelen - Brunssum - Eijsden-Margraten - Gulpen-Wittem - Heerlen - Kerkrade - Landgraaf |  | - Maastricht - Meerssen - Simpelveld - Sittard-Geleen - Stein - Vaals - Valkenburg aan de Geul - Voerendaal |

| Gemeente               | Kernen | Voorgaande gemeente(n) (sinds 2011) | Regio                 |
| ---------------------- | --- | ----------------------------------- | --------------------- |
| Sittard-Geleen         | Sittard, Geleen, Born, Munstergeleen, Limbricht, Grevenbicht, Buchten, Obbicht, Einighausen, Guttecoven, Holtum, Papenhoven                                       | -                                   | Westelijke Mijnstreek |
| Stein                  | Stein, Elsloo, Urmond, Berg aan de Maas, Meers | -                                   | Westelijke Mijnstreek |
| Beek                   | Beek, Spaubeek, Neerbeek, Genhout, Geverik | -                                   | Westelijke Mijnstreek |
| Beekdaelen             | Oirsbeek, Schinnen, Amstenrade, Puth, Doenrade, Sweikhuizen Nuth, Hulsberg, Schimmert, Wijnandsrade, Vaesrade Schinveld, Merkelbeek, Bingelrade, Jabeek           | Schinnen (2019)                     | Westelijke Mijnstreek |
| Beekdaelen             | Oirsbeek, Schinnen, Amstenrade, Puth, Doenrade, Sweikhuizen Nuth, Hulsberg, Schimmert, Wijnandsrade, Vaesrade Schinveld, Merkelbeek, Bingelrade, Jabeek           | Nuth (2019)                         | Oostelijke Mijnstreek |
| Beekdaelen             | Oirsbeek, Schinnen, Amstenrade, Puth, Doenrade, Sweikhuizen Nuth, Hulsberg, Schimmert, Wijnandsrade, Vaesrade Schinveld, Merkelbeek, Bingelrade, Jabeek           | Onderbanken (2019)                  | Oostelijke Mijnstreek |
| Brunssum               | Brunssum | -                                   | Oostelijke Mijnstreek |
| Heerlen                | Heerlen, Hoensbroek | -                                   | Oostelijke Mijnstreek |
| Landgraaf              | Schaesberg, Waubach, Nieuwenhagen (centrum), Rimburg | -                                   | Oostelijke Mijnstreek |
| Kerkrade               | Kerkrade, Eygelshoven | -                                   | Oostelijke Mijnstreek |
| Voerendaal             | Kunrade, Voerendaal, Klimmen, Ubachsberg, Ransdaal | -                                   | Oostelijke Mijnstreek |
| Simpelveld             | Simpelveld, Bocholtz | -                                   | Oostelijke Mijnstreek |
| Vaals                  | Vaals, Vijlen, Lemiers, Holset | -                                   | Maastricht-Mergelland |
| Gulpen-Wittem          | Gulpen, Wijlre, Mechelen, Eys, Epen, Partij-Wittem, Nijswiller, Reijmerstok, Slenaken, Wahlwiller                                                                 | -                                   | Maastricht-Mergelland |
| Eijsden-Margraten      | Margraten, Cadier en Keer, Sint-Geertruid, Noorbeek, Banholt, Mheer, Eckelrade, Bemelen, Scheulder Eijsden, Gronsveld, Oost-Maarland, Rijckholt, Mesch, Mariadorp | Margraten (2011)                    | Maastricht-Mergelland |
| Eijsden-Margraten      | Margraten, Cadier en Keer, Sint-Geertruid, Noorbeek, Banholt, Mheer, Eckelrade, Bemelen, Scheulder Eijsden, Gronsveld, Oost-Maarland, Rijckholt, Mesch, Mariadorp | Eijsden (2011)                      | Maastricht-Mergelland |
| Valkenburg aan de Geul | Valkenburg, Berg, Broekhem, Houthem, Schin op Geul, Sibbe, Vilt                                                                                                   | -                                   | Maastricht-Mergelland |
| Meerssen               | Bunde, Meerssen, Ulestraten, Rothem, Geulle, Moorveld, Geulle aan de Maas                                                                                         | -                                   | Maastricht-Mergelland |
| Maastricht             | Maastricht | -                                   | Maastricht-Mergelland |

## Geologie
In de ondergrond van Zuid-Limburg bevinden zich meerdere lagen uit verschillende periodes, waarvan een aantal aan de oppervlakte komen. De bovenste laag is op veel plekken een lösspakket uit het pleistoceen, een eolische afzetting van het Laagpakket van Schimmert uit de Formatie van Boxtel. Daaronder bevindt zich vaak zand en grind, fluviatiele afzettingen van kleine beken (Laagpakket van Hoogcruts) en Maasafzettingen (Maasgrind en zand) van de Oostmaas en Westmaas die behoren tot de Formatie van Beegden en afzettingen van de Oermaas die behoren tot het Laagpakket van Waubach. In het noordoosten komt de Formatie van Breda aan de oppervlakte met onder andere zilverzandafzettingen. Daaronder bevinden zich meerdere kalksteenlagen uit het krijt, vaak aangeduid als mergel die in het Mergelland in de dalen aan de oppervlakte komen. Deze kalksteenlagen zijn van de Formatie van Houthem, Formatie van Maastricht en Formatie van Gulpen. Verschillende van deze kalksteenlagen zijn rijk aan vuursteen. Onder de kalksteenlagen zitten dan weer de zandige Formatie van Vaals en de Formatie van Aken, ook uit het krijt. Anno 2019 wordt er kalksteen gewonnen in de Sibbergroeve en de Kunradersteengroeve. Met name in de periode van de Eerste Wereldoorlog bevonden zich er tientallen kalkbranderijen om kalk te branden, waarvan er nog een twintigtal resteren (lijst). Onder de krijtafzettingen liggen carboonafzettingen waaruit ten noorden van de lijn Beek-Simpelveld in de twintigste eeuw steenkool gewonnen werd. In de bovenloop van de Geul is in de Heimansgroeve kolenzandsteen ontsloten.

## Demografie
Zuid-Limburg telt anno 2011 zo'n 607.000 inwoners, meer dan de helft van het totale aantal inwoners van de provincie. Het gebied heeft een bevolkingsdichtheid van 955 inw./km² en is daarmee een van de meest verstedelijkte gebieden van Nederland. Het ontstaan hiervan in de eerste helft van de 20e eeuw is met name veroorzaakt door de economische expansie van de Oostelijke en Westelijke Mijnstreek vanaf circa 1900 tot aan het begin van de mijnsluitingen in de jaren 1960.

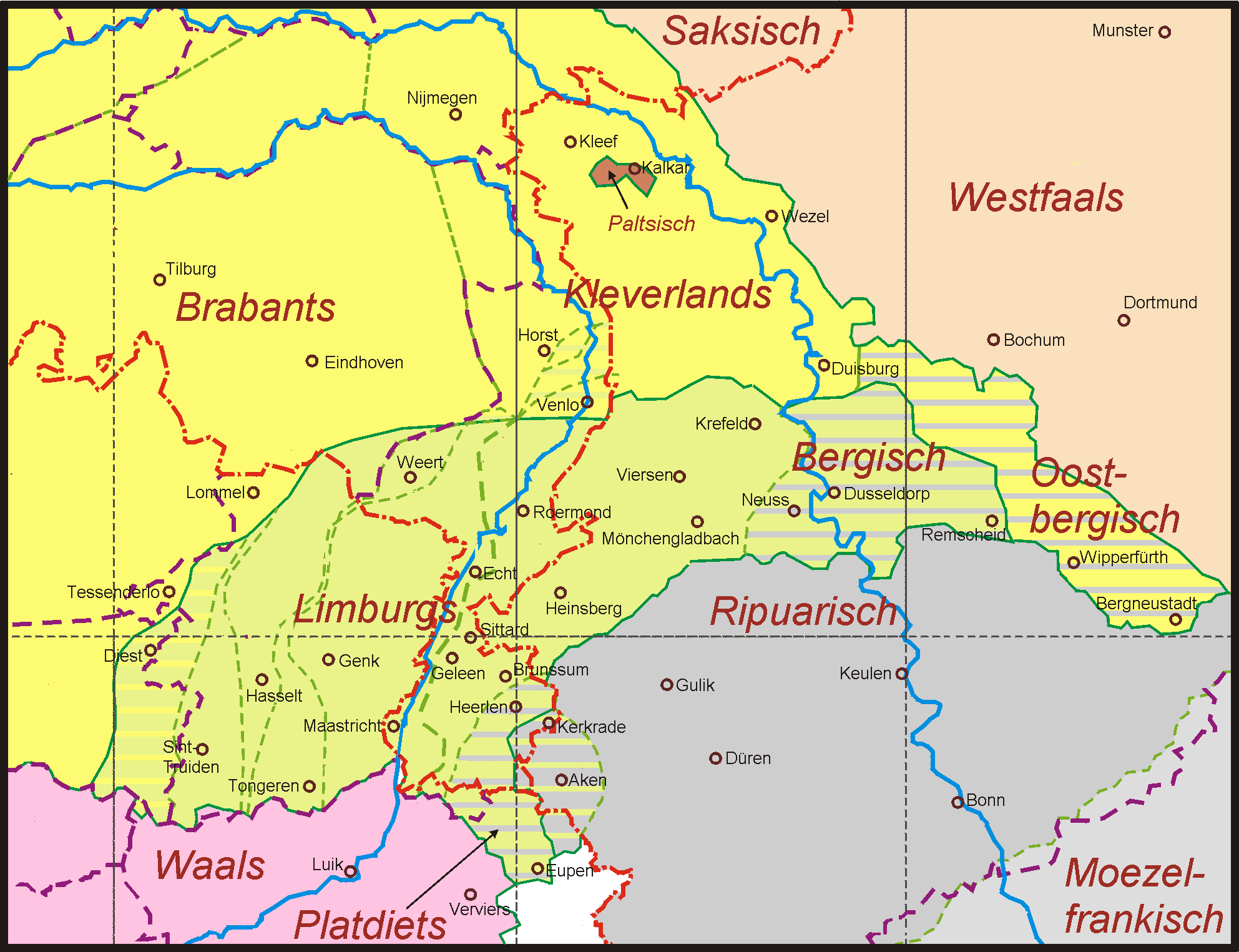
Het Limburgs-Nederrijnse dialectcontinuüm

## Taalkundige variatie
Zuid-Limburg behoort voor een belangrijk deel tot de Oost-Limburgs-Ripuarische en Ripuarische taalzone, waarmee dit zuidoostelijk Limburgs zich onderscheidt van de overige varianten van het Limburgs. Alleen in het zuidoostelijk grensgebied wordt dialect gesproken dat niet meer tot het Nederlands (Nederfrankisch) wordt gerekend, maar tot het Ripuarisch (Rijnlands, Middelfrankisch). Niettemin spreekt men ook wel van Zuidoost-Limburgs, waartoe onder meer het Kerkraads en het Vaalser dialect behoren. Op vergelijkbare wijze wordt de naastgelegen Oost-Limburgs-Ripuarische overgangszone (in het oostelijk deel van het Zuid-Limburgse heuvelland) door sommige onderzoekers wel als Oostelijk Zuid-Limburgs aangeduid; zij behandelen deze beide gebieden als één geheel, vanwege de Ripuarische inslag.

## Geschiedenis

### Romeinse tijd
In de Romeinse tijd werd de Maasstreek bewoond door het volk van de Tungri, die de plaats hadden ingenomen van de oorspronkelijke Keltische stam der Eburonen. In het hele gebied zijn bij archeologische opgravingen restanten van Romeinse villae aangetroffen, met name langs de belangrijke oost-westverbinding, de zogenaamde Via Belgica, en de heirbaan Maastricht-Nijmegen. Maastricht (Mosa Trajectum) was een bescheiden nederzetting aan de Via Belgica met een belangrijke brug, een heiligdom en een badgebouw. Heerlen (Coriovallum) was waarschijnlijk een grotere plaats, waar onder andere veel pottenbakkersovens zijn aangetroffen. Het badgebouw is het grootste archeologische monument van Nederland uit de Romeinse periode. In de derde eeuw werden beide plaatsen verwoest. In Maastricht kwam in 313 een castellum tot stand, ter bescherming van de brug. Heerlen werd na de verwoesting waarschijnlijk niet meer opgebouwd.

### Vroege middeleeuwen
Na het vertrek van de Romeinen bleef de streek grotendeels ontvolkt achter. Villae en andere Romeinse bouwwerken werden gebruikt als steengroeve of als begraafplaats (zie bijvoorbeeld Romeinse villa Borgharen-Pasestraat). De plateaus, die waarschijnlijk door de Romeinen ontgonnen waren, raakten opnieuw bebost. Maastricht bleef bewoond, wellicht door de aanwezigheid van de brug en het graf van Sint-Servaas, dat vanaf de 6e eeuw een bedevaartplaats werd. Hier woonden ook de eerste christenen in de streek (zie: vroegchristelijke grafstenen in de Sint-Servaasbasiliek).
Na de Grote Volksverhuizing maakten de Germaanse Franken hier de dienst uit. Deze mengden zich gaandeweg met wat was overgebleven van de geromaniseerde Keltisch-Germaanse bevolking. Maastricht had een zekere betekenis voor de Merovingische koningen, die hier landdagen hielden en er mogelijk een palts bezaten. De stad werd in deze tijd tevens bisschopsstad. In de Karolingische tijd werd het Frankische Rijk ingedeeld in gouwen. De Maasstreek kreeg de naam Maasgouw (Pagus Mosarium of Masau). Maastricht bleef een plaats van betekenis, door Einhard in de 9e eeuw omschreven als een "drukke handelsstad".

### Hoge en late middeleeuwen
In de hoge middeleeuwen was de Maasgouw uiteengevallen in verschillende heerlijkheden, rijksheerlijkheden en abdijvorstendommen. Het gebied rondom Sittard hoorde toe aan het hertogdom Gulik, terwijl verder naar het zuiden een ware lappendeken van territoria bestond, waarvan als belangrijkste genoemd kunnen worden het land van Valkenburg, het graafschap Dalhem, het land van 's-Hertogenrade (later alle drie opgenomen in de Brabantse landen van Overmaze), het rijksgraafschap Wittem en het graafschap Geleen en Amstenrade. Maastricht was vanouds een tweeherige stad, waarover de hertog van Brabant de soevereiniteit deelde met de prins-bisschop van Luik. Cultureel maakte Zuid-Limburg deel uit van het Maas-Rijnland, waar de romaanse kunst tot grote bloei kwam (zie: Maaslandse kunst). In Maastricht werden de twee hoofdkerken in de 11e en 12e eeuw herbouwd en versierd met Romaans beeldhouwwerk en wandschilderingen. De Noodkist is een fraai voorbeeld van Maaslandse edelsmeedkunst. In deze periode werd ook de abdij Rolduc gesticht met een imposante abdijkerk.
De landen van Overmaas ontstonden toen de landen van Dalhem, Valkenburg en 's-Hertogenrade (Herzogenrath) in de loop van de 13e eeuw door het hertogdom Brabant werden verworven. In 1244 verwierf Hertog Hendrik II van Brabant het graafschap Dalhem. Brabant stelde door de overwinning in de Slag bij Woeringen in 1288 het bezit van het hertogdom Limburg veilig, dat toen reeds in personele unie met 's-Hertogenrade verenigd was. In 1347 verwierf Brabant nog het land van Valkenburg. De stad Sittard en de plaatsen Born en Munstergeleen, die vanaf 1280 en 1300 bij het land van Valkenburg hoorden, werden in 1400 verkocht aan de hertog van Gulik. Vanuit Brabants perspectief kregen deze gebieden op de rechter Maasoever de naam 'Overmaas'. Rond 1400 kwam Brabant, en daarmee dus ook de landen van Overmaze en een deel van Maastricht, in bezit van de hertog van Bourgondië. Karel de Stoute, en later Karel V en Filips II, verbleven meermaals in Maastricht en logeerden dan in het Brabants Gouvernement.

### Nieuwe Tijd
De aparte landjes binnen het hertogdom Bourgondië, later de Habsburgse Nederlanden, bleven tot in de 18e eeuw hun eigen benaming handhaven. Elk van deze drie landen had een eigen statenvergadering, bestaande uit de ridderschap en vertegenwoordigers van de schepenbanken; in Dalhem kwam daar nog de abt van de Abdij van Val-Dieu bij; in 's Hertogenrade de abt van Kloosterrade (Rolduc). Vanaf 1473 zetelden de Staten van Limburg en de Landen van Overmaas in de Staten-Generaal van de Nederlanden. De bestuurlijke taal was het Nederlands. Dalhem onderging vanwege zijn ligging een sterke invloed vanuit het hertogdom Limburg. De twee overige landjes ondergingen vanaf de dertiende eeuw een sterke invloed vanuit Brabant. Zij vormen de kern van het hedendaagse Zuid-Limburg.
In de 16e en 17e eeuw werd het gebied van het huidige Zuid-Limburg geteisterd door oorlogen en hongersnoden. De vestingstad Maastricht en het Kasteel Valkenburg werden talloze malen belegerd. In de 18e eeuw veroorzaakten de zogenaamde Bokkenrijders veel onrust.

### Nieuwste Tijd
In de Franse tijd behoorde dit gebied (zonder de genoemde 'flessenhals') tot het Departement Nedermaas, dat werd ingesteld in 1794, na de annexatie van de Zuidelijke Nederlanden, het prinsbisdom Luik en de tot de Republiek der Zeven Verenigde Nederlanden behorende Generaliteitslanden. Sinds 1813 maakte het gebied onderdeel uit van de toen nieuw gevormde provincie Limburg, die in 1830/1839 uiteen viel in een Belgisch en een Nederlands deel. Zowel in de Franse tijd als daarna fungeerde Maastricht als hoofdstad; Hasselt werd in 1830 de hoofdstad van Belgisch Limburg.
In de 19e eeuw was Zuid-Limburg door zijn geïsoleerde ligging binnen het Koninkrijk der Nederlanden een achtergebleven, merendeels agrarisch gebied. Maastricht ontwikkelde zich vanaf circa 1835 tot een vroeg-industriële stad, waar een groot deel van de arbeidersbevolking onder erbarmelijke omstandigheden leefde. De 20e eeuw werd gekenmerkt door de opkomst en ondergang van de steenkoolwinning in de Oostelijke, later ook in de Westelijke Mijnstreek. Door de sterke expansie van de mijnindustrie en de daarmee gepaard gaande bevolkingsgroei veranderde het landschap drastisch. De mijnsluitingen leidden in de jaren 1970 tot grote werkloosheid en sociale problemen in deze gebieden. Hierdoor - en tevens door de snelle ontkerkelijking - vond een ontwrichting plaats van de tot dan toe hechte samenleving. Een ander gevolg was de bevolkingskrimp, waaraan nog geen einde is gekomen, met uitzondering van Maastricht, dat door de groei van de Universiteit Maastricht periodes van lichte bevolkingstoename kende.

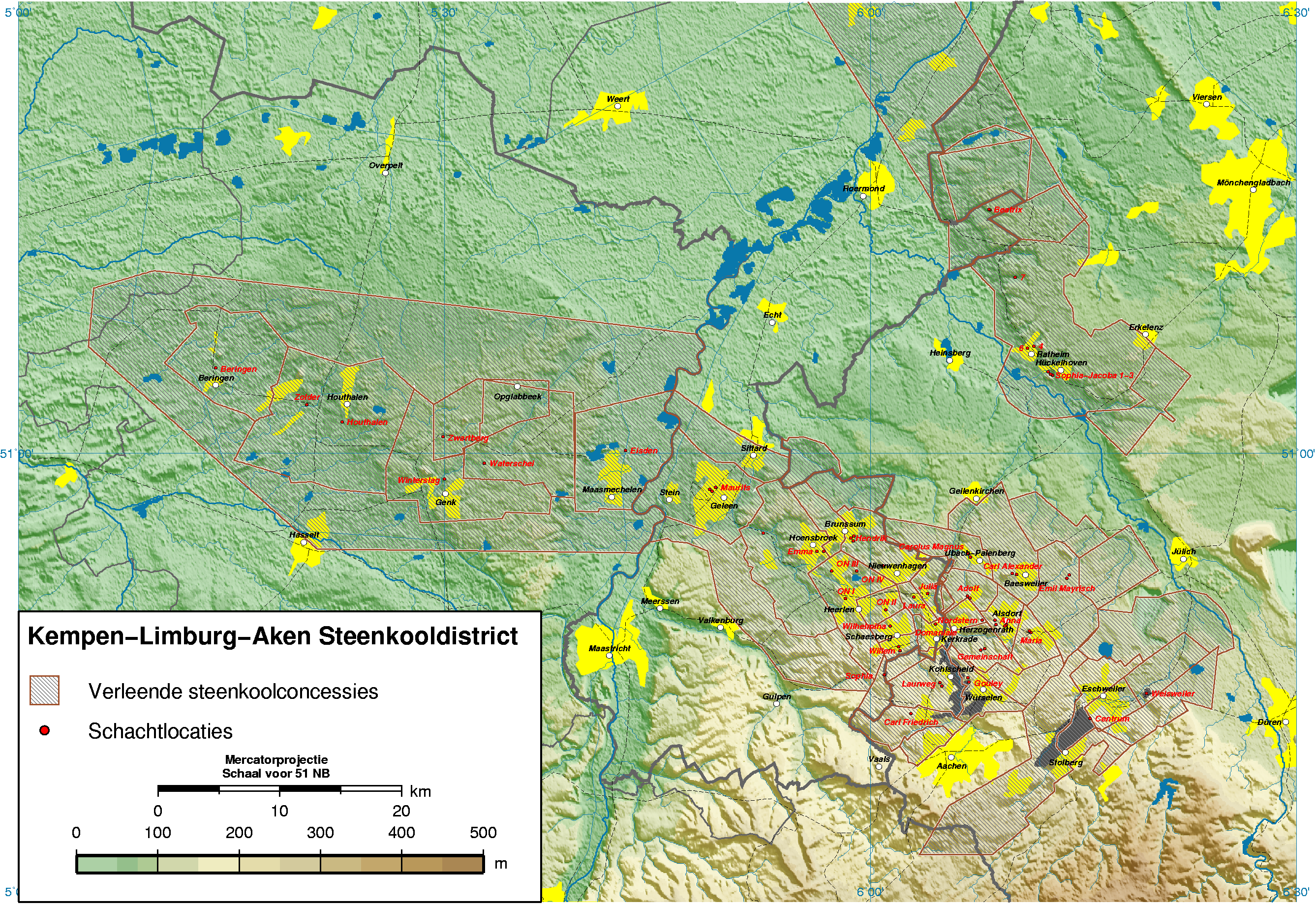
Steenkoolconcessies in Zuid-Limburg en het omliggende buitenland
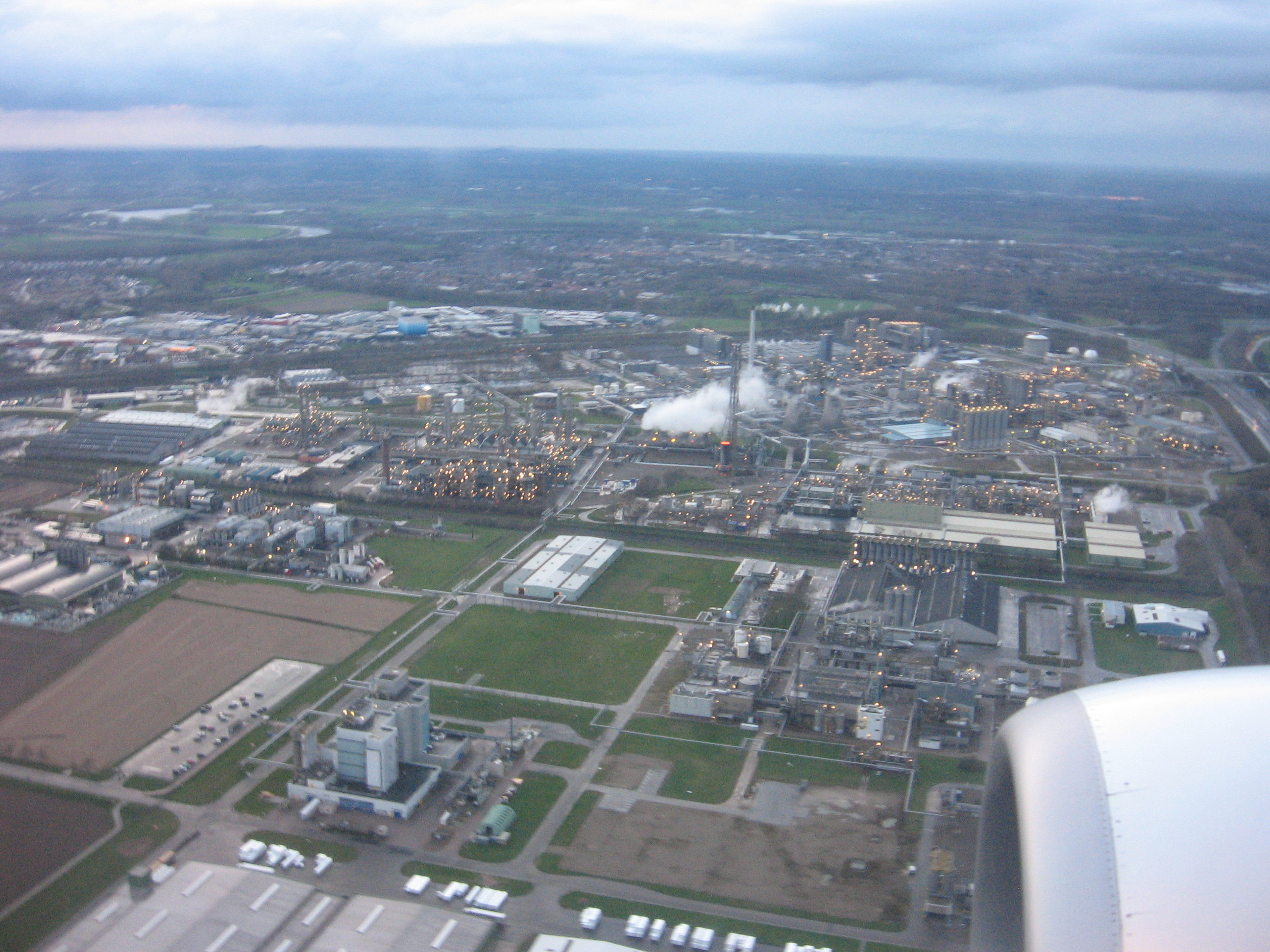
DSM-fabrieken op Chemelot in Geleen, voortgekomen uit de steenkoolwinning
Westelijke Mijnstreek volgens CBS
Oostelijke Mijnstreek volgens CBS